# Овстуг
О́встуг — село в Жуковском районе Брянской области, административный центр Овстугского сельского поселения. Известен как родина поэта Ф. И. Тютчева (1803—1873).

## География
Село находится в 2 км от автодороги А141, в 36 км от Брянска, в 20 км к юго-востоку от Жуковки, в 6 км к югу от железнодорожной станции Ржаница. Население — 716 человек (2010).

## История
Впервые упоминается в 1610 году как крупное существующее село, земли которого принадлежат нескольким владельцам (Мясоедовым, Вепрейским, Безобразовым, Деревниным, Лодыженским и др.); с XVIII века — также Бахтиным и другим помещикам. С середины XVIII века — усадьба Тютчевых.
Приход церкви Параскевы Пятницы упоминается с начала XVII века (деревянное здание существовало до начала XX века; не сохранилось); в 1776 году была построена каменная Успенская церковь (разрушена в годы Великой Отечественной войны; восстановлена в 2003).
В XVII—XVIII вв. село входило в состав Подгородного стана Брянского уезда; с 1861 по 1929 год — административный центр Овстугской волости Брянского (с 1921 — Бежицкого) уезда. В 1871 году дочерью Ф. И. Тютчева — М. Ф. Бирилёвой — была устроена сельская школа, а в конце XIX века в селе было открыто первое в уезде двухклассное училище.
С 1929 года входит в Жуковский район.

## Население
| 1866 | 1878 | 1897  | 1926  | 1979 | 1989 | 2002 |
| ---- | ---- | ----- | ----- | ---- | ---- | ---- |
| 670  | ↗821 | ↗1069 | ↗1173 | ↘682 | ↗779 | ↗782 |
| 2010 | 2013 |       |       |      |      |      |
| ↘729 | ↗734 |       |       |      |      |      |

## Уроженцы
Фёдор Ива́нович Тю́тчев (23 ноября [5 декабря] 1803 Овстуг, Брянский уезд — 15 [27] июля 1873, Царское Село) — русский поэт-мыслитель, лирик, переводчик, дипломат и чиновник (с 1865 г. тайный советник.

## Село сегодня
- Музей-усадьба Ф. И. Тютчева (экспозиция открыта в 1957, усадебный дом восстановлен в 1986)
- Музей истории села (в здании бывшей волостной управы, 1914 года постройки)
- Картинная галерея (в бывшем здании сельской школы, середины XIX века).

С 1961 года проводятся ежегодные Тютчевские праздники поэзии (с 1985 — Всесоюзные, Всероссийские). Бюст Ф. И. Тютчева (1961), памятник Ф. И. Тютчеву (1978, скульптор А. Кобилинец). Имеется отделение почтовой связи, Дом культуры, библиотека.
У западной окраины села — городище юхновской культуры (V век до н. э.).